# Manus Vrauwdeunt
Hermanus Lodevicus Willebrordus Vrauwdeunt (ur. 29 kwietnia 1915 w Rotterdamie, zm. 8 czerwca 1982 tamże) – holenderski piłkarz, reprezentant kraju, grający na pozycji napastnika.

## Kariera klubowa
Vrauwdeunt przez całą karierę piłkarską, przypadającą na lata 1931–1947, występował w klubie Feyenoord. Wraz z zespołem z Rotterdamu trzykrotnie sięgał po Mistrzostwo Holandii w sezonach 1935/36, 1937/38 i 1939/40. 
Dodatkowo dla De Club van het Volk wygrał Puchar Holandii w sezonie 1934/35. Przez 17 lat gry w Feyenoordzie wystąpił w 253 spotkaniach, w których strzelił 123 bramki.

## Kariera reprezentacyjna
Vrauwdeunt został powołany na Mistrzostwa Świata 1934. Podczas włoskiego turnieju pełnił rolę zawodnika rezerwowego. Jedyny mecz w reprezentacji Oranje rozegrał 7 marca 1937. Przeciwnikiem była Szwajcaria, a mecz zakończył się zwycięstwem Holandii 2:1. Vrauwdeunt w jedynym swoim meczu w drużynie narodowej wpisał się na listę strzelców. 
| Mecze i gole w reprezentacji | Mecze i gole w reprezentacji | Mecze i gole w reprezentacji | Mecze i gole w reprezentacji | Mecze i gole w reprezentacji | Mecze i gole w reprezentacji | Mecze i gole w reprezentacji |
| #                            | Data                         | Miasto                       | Przeciwnik                   | Gol                          | Wynik                        | Rozgrywki                    |
| ---------------------------- | ---------------------------- | ---------------------------- | ---------------------------- | ---------------------------- | ---------------------------- | ---------------------------- |
| 1.                           | 07.03.1937                   | Amsterdam                    | Szwajcaria                   | Gol                          | 2:1                          | towarzyski                   |

## Sukcesy
Feyenoord
- Mistrzostwo Holandii (Eredivisie) (3): 1935/36, 1937/38, 1939/40
- Puchar Holandii (1): 1934/35